# The Dodos
The Dodos je alternativní rocková hudební skupina založená v roce 2005 v San Franciscu. Skupinu zformoval kytarista a zpěvák Meric Long, a Logan Kroeber (Bicí).

## Členové skupiny
- Meric Long
- Logan Kroeber
- Joe Haener

## Diskografie

### Studiová alba
- Dodo Bird Meric Long (2005)
- Beware of the Maniacs (Frenchkiss Records/Wichita Recordings, 2006)
- Visiter (2008) (Frenchkiss Records/Wichita Records, 2006)
- Time to Die (2009)
- No Color (2011)
- Carrier (2013)
- Individ (2015)
- Certainty Waves (2018)

### 7"
- Red and Purple (2008)
- Fools (2008)